# Madina Aliyeva
Pour les articles homonymes, voir Aliyeva.
Madina  Aliyeva (en azéri: Mədinə Vaqif qızı Əliyeva), née le 4 mai 1965 à Bakou, est une chorégraphe, maître de ballet, artiste du peuple de la république d'Azerbaïdjan (2002).

## Biographie
En 1983, Madina Vaguif guizy Aliyeva est diplômée de l'École de chorégraphie de Bakou et en 1985-1986, elle fait un stage à l'École de chorégraphie de Moscou.
Depuis 1983, Madina Aliyeva est soliste, ballerine de premier plan et chef de la troupe de ballet du Théâtre national académique azerbaïdjanais d'opéra et de ballet.
En 1999, elle interprète le rôle de Gulyanag dans le ballet La Tour de la jeune fille d'Afrasiyab Badalbeyli.
En 2012, elle met en scène des danses dans l'opéra Ainsi font-elles toutes de Wolfgang Amadeus Mozart au Théâtre d'opéra et de ballet M. F. Akhoundov  d'Azerbaïdjan.
En 2014, elle met en scène le ballet Mille et une nuits de Fikret Amirov au Théâtre musical biélorusse (Minsk).
Madina Aliyeva est une Retraitée individuelle du Président de la République d'Azerbaïdjan depuis 2008.